# Palais Brancaccio (Naples)
Pour les articles homonymes, voir Palais Brancaccio (Rome).
Le palais Brancaccio est un palais monumental du centre historique de Naples, protégé au patrimoine mondial de l'UNESCO. Il se trouve via Mezzocannone dans le quartier du Porto (du Port).

## Histoire
Le palais est érigé au XVe siècle pour la puissante famille Brancaccio. Il présente de nombreuses références à l'architecture catalane et constitue un témoignage important de la Naples du XVe siècle. 
En 1690, on y ouvre grâce aux dispositions testamentaires du cardinal Francesco Maria Brancaccio la première bibliothèque publique de la cité parthénopéenne. Les collections sont disposées dans des bibliothèques de bois réalisées par Andrea Gizio et Domenico Greco. Elle a plus tard fusionné avec la biblioteca nazionale Vittorio Emanuele III. 
Au XVIIIe siècle, l'édifice est remanié dans le style baroque tardif et rococo. Un portique à cinq arcs décoré de stucs est visible dans la cour. Il protège le petit escalier menant à la bibliothèque. De la cour d'honneur on accède à la sacristie de l'église Sant'Angelo a Nilo, nécropole des Brancaccio réaménagée dans le goût baroque tardif et rococo par Arcangelo Guglielmelli.